# Frankfurter Bündnis: Wir überlassen Frankfurt nicht den Kriegstreibern

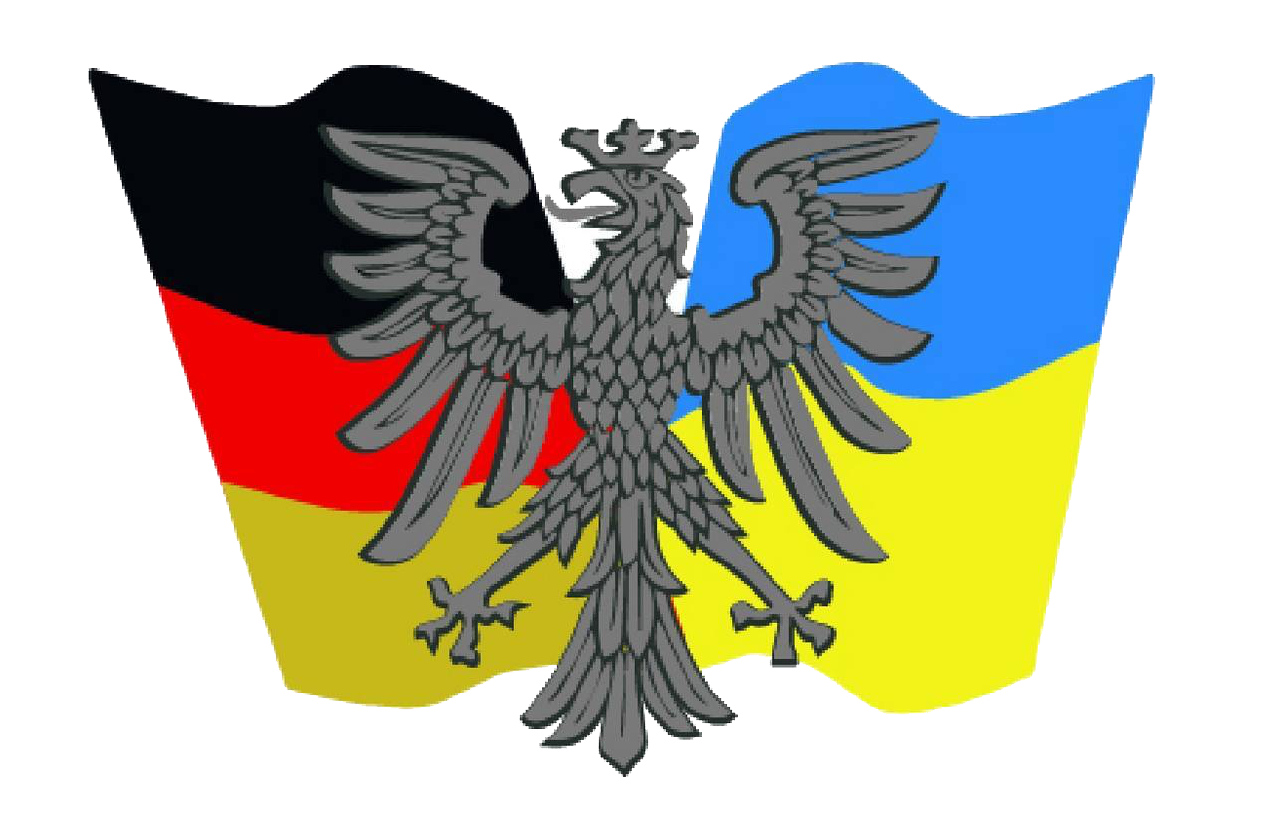
Logo des Frankfurter Bündnisses

Das Bündnis Wir überlassen Frankfurt nicht den Kriegstreibern ist eine informelle Vereinigung unterschiedlicher Akteure aus politischen Parteien, Vereinen und anderen Vereinigungen, dem sich regelmäßig auch individuelle Aktivisten anschließen. Das Bündnis entstand im April 2022 nur wenige Wochen nach dem russischen Überfall auf die Ukraine als Gegenbewegung zu pro-russischen Protesten in Frankfurt.
Erstmals trat das Bündnis um den 10. April 2022 herum in Erscheinung, um bei der Stadt Frankfurt ein Verbot eines Autokorsos zu erwirken. Aus diesem Grund schlossen sich am 4. April 2022 Aktivisten der belarussischen und russischen Diaspora in Frankfurt sowie der Botschaft des Volkes von Belarus in Deutschland zu einem Bündnis zusammen. Später traten diesem Bündnis politische Parteien sowie demokratische Vereine und Organisationen aus Frankfurt und Hessen bei ebenso wie nationale Körperschaften. Nach massiven Protesten des Bündnisses wurde der Autokorso durch das Ordnungsamt der Stadt Frankfurt verboten. Stattdessen wurde ein Demonstrationszug unter Auflagen zugelassen.
Seitdem besteht das selbsterklärte Ziel des Bündnisses darin, die Aufmerksamkeit Frankfurts auf den Krieg in der Ukraine (siehe Aktivitäten) zu lenken und unterstützt verwandte Initiativen.

## Bündnis-Mitglieder
- FDP, Kreisverband Frankfurt am Main
- Bündnis 90/Die Grünen, Frankfurt am Main
- Volt Frankfurt
- CDU, Kreisverband Frankfurt am Main
- SPD, Unterbezirk Frankfurt
- Europa-Union Frankfurt
- Freie Wähler Frankfurt
- CDU International in Frankfurt am Main
- Pulse of Europe e. V.
- Makkabi Frankfurt
- Kulturverein Belarus e. V.
- Botschaft des Volkes von Belarus in Deutschland
- DJR-Hessen e. V. – Deutsche Jugend aus Russland
- Belarusische Gemeinschaft „Razam“
- Gegen Vergessen – Für Demokratie e. V.
- Initiative 9. November e. V.
- LMDR-Hessen e. V. – Landsmannschaft der Deutschen aus Russland
- IDRH gGmbH – Interessengemeinschaft der Deutschen aus Russland in Hessen[2]
- Peremen FFM (pro-demokratische, russische Bürgerbewegung)
- JEF – Junge Europäische Föderalisten[3]
- Liberaler Mittelstand Hessen e. V.

Stand: 1. November 2022

## Aktivitäten
- Pro-russische Demonstration statt verbotenen Autokorsos in Frankfurt.[4][5][6]

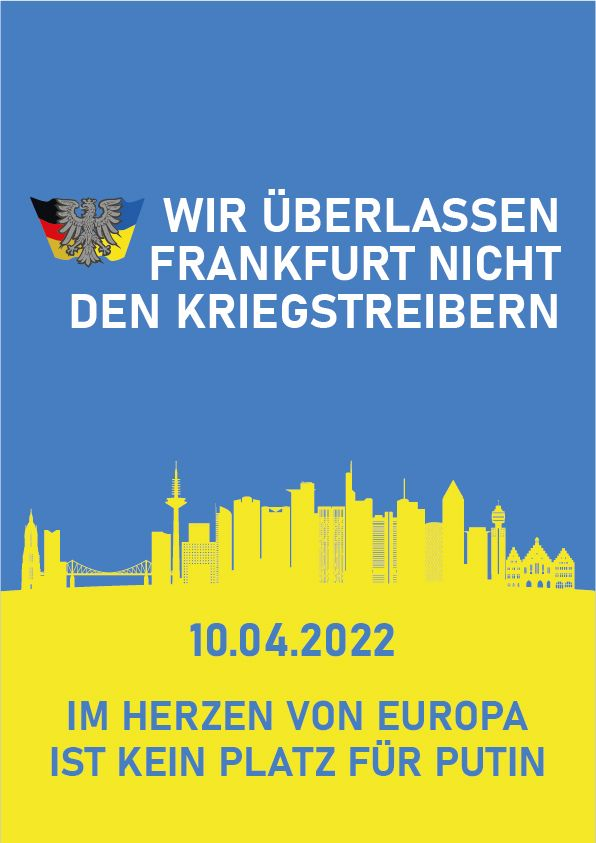
Plakatierung der geplanten Wege der für 10. April 2022 angekündigten pro-russischen Demonstration

- Am 9. April 2022 trat das Bündnis erstmals öffentlich an der Alten Oper in Erscheinung.[7] Das Bündnis präparierte am Vortag die jeweilige Fläche, die durch regimetreue, russische Demonstranten belegt sein würde. Deshalb wurde der Platz der Alten Oper in Frankfurt zusammen mit der Marschroute der pro-russischen Demonstration entlang des Reuterwegs mit auffälligen Plakaten versehen. Dazu versammelten sich mehrere Dutzend Aktivisten, um Plakate zu kleben, wetterfest zu versiegeln und schließlich an Lichtmasten anzubringen. Wenige Stunden zuvor fand eine Gedenkveranstaltung für Opfer des russischen Angriffskriegs statt, der das Bündnis ebenfalls beiwohnte.

- 10. April 2022: Mehrere Gegendemonstrationen als Begleitung.[8][9] Nachdem am Vortag Plakate an Lichtmasten angebracht wurden, unterstützte das Bündnis am 10. April eine durch die ukrainische Diaspora organisierte Gegendemonstration und versammelte seine Mitglieder und Aktivisten an der Alten Oper.

- 22. April 2022: Malen gegen den Krieg am Willy-Brandt-Platz.[10] Bei der Aktion Malen gegen den Krieg wurde der Sammelplatz von pro-russischen Demonstranten mit Kreide bemalt. Auf Einladung des Bündnisses beteiligten sich bis zu 100 Menschen, insbesondere Familien aus der Ukraine daran, den gesamten Platz mit überwiegend blau-gelber Kreide zu bemalen.

- 23. April 2022: Gegendemonstration am Schillerdenkmal[11] Um 12 Uhr begann die Gegenkundgebung des Bündnisses mit Gästen aus Politik und Gesellschaft Frankfurts. Die Kundgebung wurde von einem Polizeiaufgebot begleitet, da die pro-russische Demonstration in Sichtweite auf dem Willy-Brandt-Platz zeitlich etwa um eine halbe Stunde nach hinten versetzt begann. Es gab keine Ausschreitungen, und die Gegenkundgebung des Bündnisses wurde ohne Vorkommnisse abgeschlossen, wonach sich die meisten Teilnehmenden zum Willy-Brandt-Platz oder zum Römerberg begaben. Die pro-russische Demonstration war zwischenzeitlich zum Römerberg gezogen, und der Willy-Brandt-Platz wurde zum Treffpunkt eines pro-ukrainischen Marsches, an dem das Bündnis ebenfalls teilnahm. Dieser Marsch mit mehreren hundert Teilnehmenden endete in sicherer Entfernung zu der pro-russischen Demonstration vor der Paulskirche.

- Aktivitäten gegen die pro-russischen Aktionen Unsterbliches Regiment.[12] Gedenkaktion für Kriegsopfer und Demonstration gegen Hetze und Diskriminierung russischsprachiger Mitbürger, gegen Faschismus am 9. Mai 2022.[13][14][15]

- 7. Mai 2022: Malen gegen den Krieg am Opernplatz.[16] Der 9. Mai wird in der russischen Föderation als Ehrentag des Sieges über Deutschland gefeiert. Im Jahr 2022 fiel dieser Tag auf einen Montag. Dazu wollten sich prorussische Demonstranten möglichst zahlreich in Berlin versammeln, aber am 8. Mai in ihren jeweiligen Heimatstädten gegen Diskriminierung und Rassismus in Deutschland demonstrieren. Dabei marschiert das sogenannte unsterbliche Regiment. In Russland handelt es sich dabei um eine Demonstration, die die gefallenen Soldaten der UdSSR im Zweiten Weltkrieg und die Veteranen ehren soll. Gleichzeitig sollte diese Aktion auch als Gedenkaktion für die gefallenen, russischen Soldaten im aktuellen Ukraine-Krieg sowie für zivile Opfer auf russischer Seite dienen. Deshalb versammelte sich auch diesmal das Bündnis am Opernplatz, um diesen erneut mit blau-gelber Kreide zu bemalen. Es nahmen etwa 50 Menschen an dieser Aktion teil.

- 8. Mai 2022: Zug der Mütter gegen den Krieg in der Ukraine und in Europa.[17] Am Samstag organisierte das Bündnis in enger Zusammenarbeit mit ukrainischen Aktivisten den Zug der Mütter gegen den Krieg in der Ukraine und in Europa, der sich am Willy-Brandt-Platz nach einer kurzen organisatorischen Erklärung in Bewegung setzte und über den Holbeinsteg auf die andere Mainseite übersetzte. An dieser Veranstaltung nahmen Polizeiangaben zufolge mindestens eintausend Menschen teil. Nach der Rückkehr zum nördlichen Ufer über den Eisernen Steg bewegte sich der Zug zurück zum Willy-Brandt-Platz und verwandelte sich in der Gallusanlage zu einer Kundgebung. Insgesamt dauerte die Veranstaltung etwa drei Stunden; es war die größte Veranstaltung in Solidarität mit der Ukraine, die das Bündnis je organisierte.

### Aktuelle Aktivitäten
Seit Juli 2022 organisiert das Bündnis keine eigenen Aktionen mehr, unterstützt aber alle pro-ukrainischen Aktivitäten und Veranstaltungen gegen den Krieg in der Ukraine in Frankfurt am Main und arbeitet eng mit deutschen und internationalen Medien zusammen.